# Heal the World
"Heal the World" je šesti singl s hit albuma Dangerous Michael Jacksona, objavljen 1992. Glazbeni video pokazuje djecu koja žive u nerazvijenim zemljama. To je jedan od rijetkih njegovih videa koji ne predstavljaju njegovu ličnost. Neki od ostalih takvih videa su "Cry", "HIStory" i "Man in the Mirror". (Isječci za "HIStory" i "Man in the Mirror" prikazuju arhivske snimke Michaela Jacksona). Jackson je izveo pjesmu u poluvremenu Super Bowla XXVII koji je pratilo 35.000 osoba.
Tijekom chata s obožavateljima 2001. godine, Jackson je rekao da je "Heal the World" pjesma na koju je, od svih što je kreirao, najponosniji. Također je osnovao Heal the World Fondaciju, dobrotvornu organizaciju za poboljšanje života djece. Organizacija je također namijenjena podučavanju djece da pomažu ostalima. Ovaj koncept najbolje za svakoga je postao glavna tema Jacksonove turneje Dangerous World Tour. U dokumentarnom filmu Život s Michaelom Jacksonom, Jackson kaže da je pjesmu napravio na svom "Giving Tree" na ranču Neverland.
Zajednička izvedba pjesama "We Are the World" i "Heal the World" zatvorena je Jacksonova komemoracija u Staples Centru u Los Angelesu 7. siječnja 2009. Pjesmu je Jackson izveo na probi za planiranu turneju "This Is It" u Londonu samo nekoliko dana prije.

## Uspjeh pjesme
Pjesma je dostegla drugo mjesto na ljestvici singlova u Velikoj Britaniji, u prosincu 1992. godine, jedina uspješnija pjesma bila je  "I Will Always Love You" od Whitney Houston. U SAD-u je zauzela 27. mjesto na tamošnjoj ljestvici singlova. To je njegov drugi singl koji nije dospio među prvih 20 tamo.

## Popis pjesmama

### Originalno izdanje
1. "Heal the World" (7" edit) – 4:31
2. "Heal the World" (albumska verzija) – 6:25
3. "She Drives Me Wild" – 3:41
4. "Man in the Mirror" – 4:55

### Visionary singl

#### CD strana
1. "Heal the World" (7" edit)
2. "Will You Be There"

#### DVD strana
1. "Heal the World" (Glazbeni video)

## Miksevi
1. Albumska verzija – 6:25
2. 7" mix s uvodom
3. 7" mix
4. Usmena verzija koja sadrži specialnu poruku s Jacksonovog promotivnog CD-a  "Signature Series"

## Top ljestvice
| Top ljestvice (1992./1993.)                 | Najviša pozicija |
| ------------------------------------------- | ---------------- |
| Australija                                  | 20               |
| Austrija                                    | 4                |
| Nizozemska                                  | 4                |
| Francuska                                   | 2                |
| Norveška                                    | 6                |
| Švedska                                     | 15               |
| Švicarska                                   | 5                |
| UK                                          | 2                |
| SAD Billboard Billboard Hot 100             | 27               |
| SAD Hot R&B/Hip-Hop Songs                   | 62               |
| SAD Billboard Hot Adult Contemporary Tracks | 9                |
| Top ljestvicae (2006.)                      | Najviša pozicija |
| Nizozemska                                  | 40               |
| Francuska                                   | 60               |
| Španjolska                                  | 1                |
| Italija                                     | 13               |
| Top ljestvice (2009.)                       | Najviša pozicija |
| Australija                                  | 26               |
| Austrija                                    | 22               |
| Danska                                      | 7                |
| Nizozemska                                  | 46               |
| Njemačka                                    | 18               |
| Irska                                       | 22               |
| Novi Zeland                                 | 19               |
| Norveška                                    | 3                |
| Švedska                                     | 18               |
| Švicarska                                   | 9                |
| UK                                          | 44               |

### Certifikacije
| Država      | Certifikacija | Prodaja |
| ----------- | ------------- | ------- |
| Njemačka    | zlatna        | 250.000 |
| Novi Zeland | zlatna        | 7.500   |

## Impresum
- Autor i skladatelj: Michael Jackson
- Producent: Michael Jackson i David Foster
- Co-producent: Bruce Swedien
- Montaža: Bruce Swedien and Matt Forger
- Prvi i prateći vokali: Michael Jackson
- Krajnji solo vokali: Christa Larson
- Djevojka s igrališta: Ashley Farell
- Aranžman ritam sekcije: Michael Jackson
- Dirigent: Marty Paich
- Aranžman vokala: Michael Jackson i John Bahler
- Aranžman zbora: John Bahler, zajedno s the John Bahler Singers
- Klavijatura: David Paich i Brad Buxer
- Sintisajzeri: Michael Boddicker, David Paich i Steve Porcaro
- Bubnjevi: Jeff Porcaro
- Otkucavajne: Bryan Loren
- Preludijum skladatelj, aranžman i upravljač: Marty Paich

## Obrade pjesme
- Pjesmu je izveo u reggae stilu jamajkaški izvođač Wayne Wonder i preimenovao u "Heal Massa God World", te objavio na svom albumu Don't Have To 2006. godine.
- Pjesmu je također izvela R&B zvijezda Ciara na Dodjeli BET nagrada 2009., za uspomenu na Michaela Jacksona.
- Pjesmu je izvelo stotine ljudi, pod vostvom Judith Hill, 7. srpnja 2009., na komemoraciji Michaela Jacksona.

## Vanjske poveznice
- Heal The World Foundacija